# Rock Balakiyèm Gnassingbé
Pour les articles homonymes, voir Gnassingbé.
Rock Balakiyèm Gnassingbé est un lieutenant-colonel de l'armée togolaise, ancien commandant d'une division blindée, fils du président Gnassingbé Eyadema et frère de Faure Gnassingbé. 
Il a été président de la Fédération togolaise de football de 2009 à 2010, succédant à Tata Adaglo Avlessi qui lui-même lui avait succédé en 2007.

## Distinctions
- Commandeur de l'ordre national du Mérite du Togo (2016)[3]